# Stade Malien
Stade Malien ist ein Fußballverein aus der malischen Hauptstadt Bamako.
Der Verein entstand 1960, als Jeanne d’Arc du Soudan und Espérance Bamako fusionierten. Jeanne d’Arc wurde 1939 vom französischen Missionar Bouvier gegründet und 1953 sowie 1956 Sieger der Coupe d’AOF. Nach der Fusion gelangen dem Klub zahlreiche Titel in der nationalen Meisterschaft und im Pokal.
Heimspielstätte des in Weiß und Blau spielenden Vereins ist das Stade du 26 mars in Bamako.
2009 gelang mit dem Titelgewinn des CAF Confederation Cup der bisher größte internationale Erfolg eines malischen Vereins.

## Erfolge
- CAF Confederation Cup (1): 2009
- WAFU Club Cup (1): 1992
- Malischer Meister (23): 1970, 1972, 1984, 1987, 1989, 1993, 1994, 1995, 2000, 2001, 2002, 2003, 2005, 2006, 2007, 2010, 2011, 2013, 2014, 2015, 2016, 2020, 2021
- Malischer Pokal (23): 1961, 1963, 1970, 1972, 1982, 1984, 1985, 1986, 1988, 1990, 1992, 1994, 1997, 1999, 2001, 2006, 2013, 2015, 2018, 2021, 2023, 2024, 2025
- Malischer Superpokal (10): 1998, 2000, 2001, 2005, 2006, 2007, 2009, 2010, 2014, 2015
- Coupe d’AOF (2): 1953, 1956 (als Jeanne d’Arc du Soudan)
- Coupe du Soudan (4): 1950, 1951, 1952, 1955 (als Jeanne d’Arc du Soudan)

## Spieler
- Salif Keïta (1960–1963, 1965–1966)
- Soumbeyla Diakité (1999–2014, 2016–)
- Modibo Maïga (2000–2003)